# Jugend 07 Bergheim
Jugend 07 Bergheim war ein Sportverein aus Bergheim im Rhein-Erft-Kreis.

## Geschichte
Der Verein wurde im Jahre 1907 als Borussia Bergheim gegründet. Zehn Jahre später fusionierte dieser mit einem namentlich nicht bekannten Verein zum Verein Jugend und Volksspiele 1907 Bergheim zusammen. 1933 kam es zur Verschmelzung mit dem Eisenbahner Turn- und Sportverein Bergheim. Ende 1992 wurden die Abteilungen Basketball, Leichtathletik und Volleyball eigenständige Vereine. Am 1. Juli 2000 fusionierten Jugend 07 mit dem CfR Kenten zum FC Bergheim 2000. Die Spieler aus der Fußballabteilung des BSV Zieverich 1978 wechselten allesamt zum Fusionsverein. Der BSV blieb weiterhin eigenständig und zog seine Fußballmannschaft aus dem aktiven Spielbetrieb zurück. 

### Fußball
Im Jahre 1931 gelang den Fußballern von Jugend 07 der Aufstieg in die seinerzeit erstklassige Bezirksliga Rhein. Zwei Jahre später wurden die Bergheimer Tabellenletzter und spielten in der zweitklassigen Bezirksklasse weiter. Nach dem Zweiten Weltkrieg gelang 1947 der Aufstieg in die Bezirksklasse. Zwei Jahre später wurde die Mannschaft Meister ihrer Staffel, verpasste aber nach einer 2:4-Niederlage im Entscheidungsspiel gegen den SV Merkstein-Streiffeld den Aufstieg in die Landesliga Mittelrhein. Im Jahre 1952 gelang schließlich mit einem Punkt Vorsprung auf Schwarz-Weiß Düren der Aufstieg in die Landesliga, die seinerzeit die höchste Amateurspielklasse am Mittelrhein war.
Nachdem es 1953 nur knapp zum Klassenerhalt reichte stiegen die Bergheimer ein Jahr später wieder in die Bezirksklasse ab. Sportlicher Höhepunkt dieser Zeit war das Erstrundenspiel im Westdeutschen Pokal gegen den 1. FC Köln. Vor etwa 3500 Zuschauern in Bergheim setzten sich die Kölner mit 4:0 durch. Erst Mitte der 1960er Jahre gelang der Wiederaufstieg in die nunmehr viertklassige Landesliga, ehe es 1971 erneut in die Bezirksklasse zurückging. 
In der Saison 1987/88 gab es ein erneutes Landesligacomeback, wo die Bergheimer allerdings aufgrund der schlechteren Tordifferenz gegenüber Eintracht Köln absteigen mussten. Im Jahre 1992 kehrte Jugend 07 in die Landesliga zurück und wurde in der Aufstiegssaison Vierter. Ein Jahr später folgte nach einem Staffelwechsel der erneute Abstieg in die Bezirksliga. 1997 folgte dann der Abstieg in die Kreisliga A, wo der Verein bis zur Fusion spielte.

### Basketball
Die erste Männermannschaft stieg im Jahre 1979 in die 2. Bundesliga Nord auf. Nach einem fünften Platz in der Saison 1980/81 stieg die Mannschaft ein Jahr später freiwillig ab. 

### Leichtathletik
Franz-Peter Hofmeister wurde 1971 Vizeeuropameister im 200-Meter-Lauf.

## Persönlichkeiten
| - Michael Düsing - Franz-Peter Hofmeister - Dieter Höller | - Karl Lambertin - Monika Lövenich - Lukas Podolski |